# Condado de Baños
El condado de Baños es un título nobiliario español creado el 22 de diciembre de 1621, por el rey Felipe IV, a favor de Sancho Martínez de Leyva y Suárez de Mendoza. El 22 de febrero de 1693, el rey Carlos II le concedió la grandeza de España.

## Condes de Baños
|                        | Titular                                      | Periodo                |                        |
| Creación por Felipe IV | Creación por Felipe IV                       | Creación por Felipe IV | Creación por Felipe IV |
| ---------------------- | -------------------------------------------- | ---------------------- | ---------------------- |
| I                      | Sancho Martínez de Leyva y Suárez de Mendoza | 1621-1640              |                        |
| II                     | Mariana Isabel Martínez de Leyva             | 1640-1676              |                        |
| III                    | Pedro de la Cerda y Leyva                    | 1640-1705              |                        |
| IV                     | Teresa María de la Cerda y Leyva             | 1705-1722              |                        |
| V                      | Mariana Josefa de la Cerda y Rocaberti       | 1705-1726              |                        |
| VI                     | Francisco Coloma de la Cerda                 | 1726-1729              |                        |
| VII                    | Domingo Fernández de Córdoba                 | 1729-1736              |                        |
| VIII                   | María Teresa Fernández de Córdoba            | 1736-1792              |                        |
| IX                     | María Francisca de Sales Portocarrero        | 1792-1808              |                        |
| X                      | Eugenio Eulalio Palafox Portocarrero         | 1808-1834              |                        |
| XI                     | Cipriano Portocarrero y Palafox              | 1834-1847              |                        |
| XII                    | María Eugenia de Guzmán y Portocarro         | 1847-1920              |                        |
| XIII                   | Jacobo Fitz-James Stuart y Falcó             | 1924-1953              |                        |
| XIV                    | Eugenia Fitz-James Stuart y Falcó            | 1953-1963              |                        |
| XV                     | Carlos Alfonso Mitjans y Fitz-James Stuart   | 1963-1997              |                        |
| XVI                    | María Macarena Mitjans y Verea               | 1998-2020              |                        |
| XVII                   | Jaime Patiño y Mitjans                       | 2021-actual titular    |                        |

## Historia de los condes de Baños
- Sancho Martínez de Leyva Suárez de Mendoza, también escrito «Leiva», (1588-2 de agosto de 1640), I conde de Baños,[1][2] con la subrogación del marquesado de Leyva,[3] era hijo de Alonso Martínez de Leyva y de su esposa Mariana de Mendoza, hija de Lorenzo Suárez de Mendoza, V conde de Coruña,[4] y de su esposa Catalina de la Cerda y Silva (m. 1580). comendador de Alcuesca en la Orden de Santiago, castellano del castillo dell'Ovo en Nápoles a la muerte de su padre, fue nombrado capitán general de la armada para la seguridad del Reino de Nápoles en 1628 y ese mismo año designado consejero del Consejo Colateral de Nápoles.[5] También fue virrey de Navarra.[2]

Se casó con Mencía o María de Mendoza y Bracamonte. Le sucedió la única hija de este matrimonioː
- Mariana Isabel Martínez de Leiva (m. 7 de enero de 1676), II condesa de Baños.[1][2]

Contrajo matrimonio el 20 de febrero de 1632 con Juan de la Cerda, V marqués de la Adrada y 23º virrey de Nueva España (m. 27 de marzo de 1678).  Le sucedió su hijoː
- Pedro de la Cerda y Leyva (Madrid, 23 de diciembre de 1633-20 de septiembre de 1705),[3] III conde de Baños,[1] VII marqués de la Adrada,[3] mayordomo mayor, primer caballerizo del rey y capitán general de Galeras de España.[2]

Se casó en primeras nupcias el 22 de octubre de 1654 con María de Lancaster y Sande (m. 11 de abril de 1673) y en segundas, el 15 de enero de 1674 con Juana de Silva y Mendoza (m. 26 de enero de 1716). Le sucedió su hija del primer matrimonioː
- Teresa María de la Cerda y Lancaster Leyva (1673-14 de agosto de 1722),[3] IV condesa de Baños,[1][2] y VIII marquesa de la Adrada.[3]

Se casó el 29 de marzo de 1693 con Manuel Pedro de Moncada y Portocarrero (m. 27 de agosto de 1727). Le sucedió su primaː
- Mariana Josefa de la Cerda y Rocaberti (12 de enero de 1731),[3] V condesa de Baños[1][7] y IX marquesa de la Adrada.[3] Era hija de Antonio de la Cerda y Leyva y de su esposa Isabel de Rocaberti y Argensola.[3]

Se casó en 1695 con Francisco Coloma Calvillo, V conde de Elda, y V conde de Anna. Por cesión, le sucedió su hijo en 1726ː
- Francisco Coloma de la Cerda (m. 19 de julio de 1729), VI conde de Baños,[1] VI conde de Elda,[7] V conde de Anna y X marqués de la Adrada.[3] Le sucedió su primoː[7]

- Domingo Fernández de Córdoba y Leyva (m. 11 de abril de 1736), VII conde de Baños,[1][7] XIII conde de Teba,[8] XII marqués de Ardales,[8] Era hijo de Antonio Fernández de Córdoba-Figueroa y Fernández de Córdoba y de Catalina de Guzmán Portocarrero de la Cerda y Leyva, XII condesa de Teba y XI marquesa de Ardales.[8]

Se casó en primeras nupcias el 25 de noviembre de 1722 on María Antonia Rosa de Castro y Portugal (m. 20 de diciembre de 1733). Contrajo un segundo matrimonio con María Isidora Pacheco Téllez-Girón y Toledo (m. 1766).  Le sucedió su hija del segundo matrimonioː
- María Teresa Fernández de Córdoba (Madrid, 1 de febrero de 1736-4 de septiembre de 1792),[8] VIII condesa de Baños.[1][7]

Contrajo matrimonio el 21 de febrero de 1751 con Antonio Joaquín Osorio Manrique de Zúñiga, mayordomo mayor de la reina madre y caballero de la Orden del Toisón de Oro. Le sucedió su sobrinaː
- María Francisca de Sales Portocarrero (Madrid, 10 de junio de 1754-Logroño,15 de abril de 1808),[1][9] IX condesa de Baños,[7] VI condesa de Montijo,[9] VII marquesa de Valderrábano,[10] V condesa de Fuentidueña,[10] XI marquesa de la Algaba,[10] VI marquesa de Osera,[10] V marquesa de Castañeda,[10] XVI condesa de Teba,[10] XV marquesa de Ardales,[10] VII vizcondesa de la Calzada[10] y VI condesa de Ablitas.[10] Era hija de Cristóbal Pedro Portocarrero y Guzmán, VI marqués de Valderrábano y de María Josefa Chaves-Chacón y Pacheco, VI vizconde la Calzada por cesión.[10]

Casada en primeras nupcias el 8 de noviembre de 1768 con Felipe Antonio de Palafox Centurión Croy d'Havré y Lacarra (1739-1790). Casada en segundas nupcias con Estanislao de Lugo y Molina (1753-1833). Le sucedió su hijo de su primer matrimonio.
- ̇Eugenio Eulalio Palafox Portocarrero (12 de febrero de 1773-18 de julio de 1834),[11] X conde de Baños,[1] XII duque de Peñaranda de Duero,[12] XVI marqués de la Bañeza,[12] XVI vizconde de los Palacios de la Valduerna,[12] XII marqués de Valdunquillo,[12] XIII marqués de Mirallo,[12] X conde de Casarrubios del Monte,[12] VII conde de Santa Cruz de la Sierra,[12] XVI marqués de Moya,[12] XX conde de San Esteban de Gormaz,[13] VII conde de Montijo,[14] VIII marqués de Valderrábano,[14] VI conde de Fuentidueña,[14] XII marqués de la Algaba,[14] VII marqués de Osera,[14] VI marqués de Castañeda,[14] XVII conde de Teba,[14] XVI marqués de Ardales,[14] VII conde de Ablitas[14] y VIII vizconde de la Calzada.[14] También fue teniente general,[11] y señor de varios lugares.[14]

Contrajo matrimonio el 6 de octubre de 1792 on María Ignacia de Idíaquez y Carvajal. Le sucedió su hermanoː
- Cipriano de Palafox y Portocarrero (1784-15 de marzo de 1839),[11] XI conde de Baños,[7] XIII duque de Peñaranda de Duero,[14] XVIII marqués de la Bañeza,[14] XVII vizconde de los Palacios de Valduerna,[14] XIII marqués de Valdunquillo,[14] XIV marqués de Mirallo,[14] XI conde de Casarrubios del Monte,[14] VIII conde de Santa Cruz de la Sierra,[14] IX vizconde de la Calzada,[14] XVII marqués de Moya,[14] XXI conde de San Esteban de Gormaz,[14] VIII conde de Montijo,[11]  IX marqués de Valderrábano,[14] VII conde de Fuentidueña,[14] XII marqués de la Algaba,[14] VIII marqués de Osera,[14] VII marqués de Castañeda,[14] VIII conde de Ablitas,[14] X marqués de Fuente el Sol,[14] XVIII conde de Teba,[14] XVII marqués de Ardales,[14] X conde de Mora, señor de numerosos lugares, prócer del reino y senador por Badajoz.[14]

Casado el 15 de diciembre de 1917 con María Manuela Kirkpatrick de Closeburn y de Grevignée (1794-1879). Le sucedió su hija, en 1847:
- María Eugenia Palafox y Kirkpatrick (m. 11 de julio de 1920), XII condesa de Baños[7] y XIX condesa de Teba[15] y emperatriz consorte de Francia. Le sucedió su sobrino el 21 de enero de 1924 por Real Orden:[1]

- Jacobo Fitz-James-Stuart (Madrid, 17 de octubre de 1878-Lausana, 24 de septiembre de 1953), XIII conde de Baños,[7] XVII duque de Alba de Tormes,[7] XV marqués de Algaba,[16] II duque de Arjona.[17] etc. En 25 de enero de 1953 le sucedió su hermanaː[1]

- Eugenia Fitz-James Stuart y Falcó (Madrid, 8 de enero de 1880-ibid. 4 de marzo de 1962),[15] XIV condesa de Baños,[7] por cesión de su hermano Jacobo Fitz-James Stuart y Falcó, XVII duque de Alba de Tormes, que había sucedido a su tía, Eugenia de Montijo en el condado de Baños,[7] y XX condesa de Teba (por cesión de su tía abuela, Eugenia de Montijo)[15], XX marquesa de Ardales, por cesión de su hermano Jacobo,[15] y dama de la reina consorte Victoria Eugenia de Battenberg.[15]

Casada el 2 de julio de 1906 con Juan Manuel Mitjans y Manzanedo, II duque de Santoña y III marqués de Manzanedo. En 25 de octubre e 1963 le sucedió su hijo:En 26 de marzo de 1998 le sucedió su hija:
- Carlos Afonso Mitjans y Fitz-James Stuart (Ventosilla, 3 de mayo de 1907-28 de agosto de 1997),[15] XV conde de Baños,[7] XXII conde de Teba y XXI marqués de Ardales.[15][18]

Casado el 28 de febrero de 1935 con la mexicana Elena Verea Corcuera. En 26 de marzo de 1998 le sucedió su hija:
- María Macarena Mitjans y Verea (18 de febrero de 1936[15]-2 de octubre de 2020),[19] XVI condesa de Baños,[7] y XXII condesa de Teba.[15][20]

Casada el 30 de junio de 1959 con Francisco de Borja Patiño y Arróspide, conde del Arco (m. 10 de julio de 2005). Fueron padres de dos hijos, Jaime y Verónica Patiño y Mitjans.
- Jaime Patiño y Mitjans, XVII conde de Baños[21] y XXIII conde de Teba.[22]

Casado con Eugenia Soto y Fitz-James, y Verónica Patiño y Mitjans.